# Conosci Victor Jara?
Conosci Victor Jara? è il nono album in studio del musicista Daniele Sepe, pubblicato nel 2000.

## Descrizione
Come da note di copertina, redatte dallo stesso Sepe, questo disco si pone il compito programmatico di ricordare e far conoscere ai contemporanei l'arte, la storia e la musica del cantautore cileno Víctor Jara, arrestato, torturato e poi ucciso dai militari golpisti agli ordini di Augusto Pinochet. Per far questo Sepe seleziona alcune composizioni di Jara, alcuni brani non suoi ma da lui interpretati nei suoi dischi e altro materiale affine, sempre di provenienza latino-americana, in maniera da evidenziare non solo la poetica e le qualità di Jara, ma anche il contesto socio-culturale nel quale si muoveva e agiva (a tal uopo nel libretto inserisce anche una ampia discografia e bibliografia, non limitata ai dischi di Víctor Jara e ai libri su di lui, per coloro che fossero interessati ad approfondire queste tematiche).
Come tipico del suo stile, Sepe arrangia con libertà i brani, spesso ampiamente dilatati nelle nuove versioni, mescolando stili e culture differenti, affiancato in questo da alcuni dei suoi consueti collaboratori. A questi si aggiunge José Seves, storico componente degli Inti-Illimani (al cui canzoniere appartengono diversi dei brani presenti nel disco), voce principale in Zamba del Che, Juan sin tierra e A Cochabamba me voy.
I primi due brani sono delle mini-suite che uniscono due brani diversi, in particolare la seconda traccia, Zamba Del Che, unisce due brani diversi, ma con lo stesso titolo.
La traccia 4 non è a carattere musicale, ma la registrazione dell'ultimo discorso tenuto via radio da Salvador Allende prima di morire nella Moneda, l'11 settembre del 1973, nel corso del golpe che lo voleva deporre.
Il progetto ha goduto dell'appoggio della Fundación Víctor Jara.
Il disco è stato registrato nell'ottobre del 1999, negli studi Hypnocampo studios e Il Parco, a Napoli. Parte delle registrazioni sono state fatte anche in Cile negli studi Reid & Reid. È stato pubblicato nel 2000, esclusivamente in formato CD, con il codice CD 051 dall'etichetta Materiali musicali i cd del manifesto.
Dopo la pubblicazione del disco Sepe fece un tour in Italia nel quale presentava queste e altre canzoni legate a questo progetto. Alcune registrazioni estratte da questi concerti vennero rese disponibili gratuitamente sul suo sito.

## Tracce
1. Calambito temucano/Inti sol – 7:41 (Violeta Parra e Manuel Silva)
2. Zamba del Che – 5:40 (testo: Rubén Ortiz – musica: Rubén Ortiz e Daniele Sepe)
3. Luchín – 3:42 (Víctor Jara)
4. La historia es nuestra, y los hacen los pueblos – 6:02 (testo: Salvador Allende)
5. Te recuerdo Amanda – 4:01 (Víctor Jara)
6. Juan sin tierra – 4:27 (Jorge Saldaña)
7. A Luis Emilio Recabarren – 11:44 (Víctor Jara)
8. Procissao – 5:14 (Gilberto Gil)
9. A Cochabamba me voy – 5:49 (Víctor Jara)
10. Cai Cai Vilú – 6:11 (musica: Víctor Jara)
11. Valse chapaneco – 1:07 (tradizionale messicano)

Durata totale: 61:38

## Crediti
- Daniele Sepe - sassofoni, flauti, chitarra portoghese, cori, arrangiamenti
- Auli Kokko - voce
- José Seves - voce, charango, chitarra
- Biancastella Croce - Percussioni
- Elizabeth Morris - chitarra, cuatro portoricano
- Massimo Ferrante - chitarra, cori
- Paolo Del Vecchio - chitarra classica
- Franco Giacoia - chitarra classica
- Roberto Schiano - trombone
- Piero De Asmundis - pianoforte, tastiere
- Armanda Desidery - pianoforte
- Pasquale Bardaro - marimba
- Marco Pezzenati - marimba
- Roberto Giangrande - basso elettrico
- Aldo Vigorito - contrabbasso
- Enrico Del Gaudio - batteria
- Ciccio Merolla - percussioni
- Luciano Russo - cori
- Ettore Sciarra - cori
- Stefania Zamparelli - fotografie
- Guido Piccoli - note di copertina
- Studiozeta Napoli - copertina e grafica